# Anthracoidea arenariae
Anthracoidea arenariae är en svampart som först beskrevs av Hans Sydow, och fick sitt nu gällande namn av John Axel Nannfeldt 1977. Anthracoidea arenariae ingår i släktet Anthracoidea och familjen Anthracoideaceae.   Inga underarter finns listade i Catalogue of Life.